# 拉希亚·海迈莱伊宁
拉希亚·海迈莱伊宁（芬蘭語：Lahja Hämäläinen，？—），芬兰女子雪橇竞速运动员。她曾代表芬兰参加1980年、1984年和1988年冬季残疾人奥林匹克运动会雪橇竞速比赛，获得四枚金牌和三枚铜牌。